# Тростянчик
Тростя́нчик — село в Україні, у Тростянецькій селищній громаді Гайсинського району Вінницької області. До 2020 — центр Тростянчицької сільської ради.
Населення становить 1639 осіб.

## Історія
У Переліку фондів родових архівів магнатів і шляхти Правобережної України КЦАДА зазначено, що с. Тростянчик на Поділлі було власністю та місцем проживання магнатів гр. Собанських з 1789 р. по 1918 р.
Станом на 1885 рік у колишньому власницькому селі Бершадської волості Ольгопільського повіту Подільської губернії мешкало 1450 осіб, налічувалось 173 дворових господарства, існували православна церква, постоялий двір, 3 водяних млини.

### Село в роки Визвольних змагань
В період Визвольних змагань 1917—1921 років ця місцевість стала місцем запеклих боїв. Зокрема, 3-4 вересня 1919 року під селом Тростянчик відбулась одна з найбільш жорстоких сутичок визвольної боротьби українського народу. Під керівництвом Г. Котовського батальйон 404-го полку Червоної армії пішов в контратаку на найкращий 1-й курінь 1-го полку Українських січових стрільців. 3-тя сотня 1-го куреня УСС затримала запеклий наступ Котовського.

### Знамените весілля в Тростянчику на Петра і Павла 1914-го
На Петра і Павла — 12 липня 1914 року в селі Тростянчик відбулося знамените весілля. В садибі місцевого священника Петра Длугопольського старша дочка Ніна, студентка Київського інституту благородних дівиць, брала шлюб зі студентом Київського університету Святого Володимира Михайлом Драй-Хмарою (згодом відомий український поет, літературознавець, перекладач, поліглот, який володів 19-ма іноземними мовами). Він — один із п'яти «неокласиків», кращих літераторів 1920-х років, до плеяди яких входили Максим Рильський, Микола Зеров, Павло Филипович, Юрій Клен і Михайло Драй-Хмара.
Високим гостем на весілля прибув український композитор Микола Дмитрович Леонтович, який свого часу був викладачем в Тульчинському єпархіальному училище, де навчалася наречена. З ним приїхав відомий музикознавець, автор розвідок з української музичної культури і майбутній ректор Інституту Лисенка Микола Олексійович Грінченко. За дружбу, тобто боярина на урочистості був й відомий український поет Павло Филипович.
Про історію з весіллям у Тростянчику і долю людей, які в ньому брали участь, розповідається в публіцистичній статті письменника Олександра Горобця «На весілля у Тростянчик, до Драй-Хмари», яка опублікована в «Посиланні» на сайті села в Вікіпедії.

### Могила воїнів УСС
За переказами місцевих жителів-очевидців на полі бою залишилось 13 воїнів Армії УНР-УГА. Місцеві селяни під проводом Гната Западнюка підводою відвезли їх до «нового цвинтаря», де похоронили. У деяких воїнів на грудях були іменні гільзи, на яких були вирізьблені імена. Гнат Павлович переписав ці імена до поминальної книги сільської церкви св. Івана Богослова, а перелік даних про загиблих залишив своєму другові — отаману місцевого підпілля Яромі Заворітньому, який був вбитий у Лук'янівській в'язниці в 1932 чи 33 році та похований на Лук'янівському кладовищі. У церкві щороку правили поминальні служби за убієнних «комсомольців», що полягли за «Отєчєство», та з переліку імен було чути слово «воїн».
Сільські старожили згадували, що за тих галичан потім покарали село, розстрілявши на тому ж цвинтарі 12 односельчан. Перед Другою світовою війною могилу було знищено. В 1995 році могила була ідентифікована професором Віталієм Западнюком та взята під опіку організацією української молоді «Пласт». Віталій Гнатович багато зробив, щоб дослідити історичні події, що стосуються бою під с. Тростянчик 3-4 вересня 1919 року. Але 20 липня 1998 року він відходить на вічний спочинок. В останню поїздку на батьківщину в с. Тростянчик з сім'єю, Віталій Гнатович показав могилу 13 воїнів та попросив онуків опікуватися нею. Могила знаходиться зліва при вході на сільське кладовище; біля неї росте груша.
У 2002 році пластунами було встановлено березовий хрест на відновленій могилі воїнів Армії УНР-УГА. В 2012 році скаути ініціювали встановлення пам'ятного знаку на могилі. Реалізацію проекту здійснено у рамках благодійного проекту «Пантеон» (проект, що вшановує пам'ять відомих та маловідомих українців які жили Україною, які полягли у борні за нею). 15 червня 2012 року на місці поховання було встановлено козацький хрест та пам'ятну плиту. На плиті напис: «Воїнам Армії УНР та УГА, які захищали с. Тростянчик від окупантів у 1919 році. Кіннота УСС, 3-тя Залізна дивізія , 2-га Волинська дивізія».
12 червня 2020 року, відповідно розпорядження Кабінету Міністрів України № 707-р «Про визначення адміністративних центрів та затвердження територій територіальних громад Вінницької області», село увійшло до складу Тростянецької селищної громади.
19 липня 2020 року, в результаті адміністративно-територіальної реформи і ліквідації Тростянецького району, село увійшло до складу Гайсинського району.

## Населення

### Мова
Розподіл населення за рідною мовою за даними перепису 2001 року:
| Мова            | Кількість | Відсоток |
| --------------- | --------- | -------- |
| українська      | 1597      | 97.44%   |
| російська       | 34        | 2.08%    |
| румунська       | 4         | 0.24%    |
| циганська       | 2         | 0.12%    |
| інші/не вказали | 2         | 0.12%    |
| Усього          | 1631      | 100%     |

## Уродженці
- Гнат Западнюк (1 січня 1895 — 29 грудня 1979) — український вчений, науковець-ветеринар, воїн Армії УНР.
- Віталій Западнюк (2 червня 1926 — 20 липня 1998) — український вчений-медик, лауреат Державної премії України 1984 року[6].
- Панасюк Микола Іванович (1 січня 1946) — агроном. Заслужений працівник сільського господарства України.
- Попик Іван Васильович (10 серпня 1935 – 28 вересня 2001) — український діяч, голова колгоспу імені Петровського Тростянецького району Вінницької області. Народний депутат України 1-го скликання.
- Семеряк Ярослав Іванович (1965—2015) — боєць Української Добровольчої Армії; учасник російсько-української війни.